# Distretto di Abau
Il distretto di Abau, in inglese Abau District, è un distretto della Papua Nuova Guinea appartenente alla Provincia Centrale. Ha una superficie di 7.124 km² e 34.000 abitanti (stima nel 2000)